# Rap (opera teatrale)
Rap è uno spettacolo teatrale di genere sperimentale di Andrea Liberovici,scritto con Edoardo Sanguineti. Si tratta del primo spettacolo della compagnia Teatro del suono, nata dal sodalizio artistico tra Andrea e l'attrice Ottavia Fusco.

## Trama
Lo spettacolo è basato sull'omonimo genere musicale. Andrea Liberovici, descrivendo lo spettacolo, motiva la scelta di tale genere così:"Il rap fa suonare qualsiasi suono, coerente o programmaticamente incoerente alla "storia"che ci racconta, esattamente come il "sogno"usa qualsiasi materiale visivo e non solo [...] questo genere musicale a differenza di altre espressioni recenti come il rock, il punk, il grunge ecc, ha reinventato e fuso insieme, probabilmente in modo involontario, vissuti musicali molto lontani fra loro come il recitativo o recitar cantando seicentesco, la musica concreta contemporanea, la cultura nera americana e tutta una serie di piccole trasgressioni creative stimolate dall'uso di nuovi strumenti musicali come i campionatori".
Lo spettacolo, basandosi sul sogno,è formato da tre "voci":la voce del "Sogno" che è la "verità" (interpretata da Ottavia Fusco, la voce dell'"interpretazione"(Andrea Liberovici) e la voce del "destino" che determina e mischia le carte a "caso"(fuori campo, Enrico Ghezzi), giocando.

## Critica
Luigi Bellingardi,su il Corriere della Sera scrive:"Teatro d'avanguardia, trasgressivo che attinge il vertice quando resta ambiguo, più che quando svela gli incubi, i sogni (l'e febo ignudo). Probabile work in progress nella traiettoria artistica del duo Sanguineti Liberovici, Sonetto, siglato dal testo registrato di Vittorio Gassman, e uno spettacolo compatto in cui giganteggiano sia lo stesso Liberovici sia l'ottima Ottavia Fusco. Esito omogeneo nell'accostamento tra musica colta e rap, senza sbavature, Sonetto e spettacolo da rivedere, da rivivere ... alla première successo garantito
Paolo Petroni sempre su Il Corriere della sera scrive:"Una serata insomma in cui uno riesce a immergersi senza porsi domande o che altrimenti respinge, più musicale che teatrale e non a caso prodotta dalla Consulta per il Teatro musicale da Camera, che si è rivolta al circuito della prosa probabilmente perché è nota la difficoltà con cui gli enti lirici e musicali danno spazio alle proposte contemporanee".

## Successo e repliche[2][3][4][5][6][7]
Lo spettacolo è stato replicato in Italia e all'estero:
- Teatro della Tosse (Genova) 1º aprile 1996
- Arena del Sole (Bologna) 29 ottobre 1996
- Teatro Centrale (Roma) 26 novembre 1996
- Teatro Telaio (Brescia) 2 dicembre 1996
- Teatro della Pergola (Firenze) 6 dicembre 1996
- Teatro San Giorgio (Udine) 31 gennaio 1997
- Teatro della Cavallerizza (Reggio Emilia) 18 febbraio 1997
- Teatro Francesco di Bartolo (Buti) 28 febbraio 1997
- Teatro Rossini (Pesaro) 8 marzo 1997
- Teatro Sant'Agostino (L'Aquila) 16 novembre 1997
- Centro Teatrale Bresciano (Brescia) 22 febbraio 1998
- Teatro Sociale (Alba) 13 marzo 1998
- Teatro La Criée (Marsiglia) 6 aprile 1998
- Teatro La Fenice (Venezia) 14 aprile 1998
- Teatro dei Varii (Val d'Elsa) 24 agosto 1998
- Teatro della Società (Lecco) 9 giugno 1999
- Festival Les Musiques (Marsiglia) 20 ottobre 2000
- Teatro Regio (Torino) 16 novembre 2000